# Lac de l'Ingagna
 (septembre 2018).
Si vous disposez d'ouvrages ou d'articles de référence ou si vous connaissez des sites web de qualité traitant du thème abordé ici, merci de compléter l'article en donnant les références utiles à sa vérifiabilité et en les liant à la section « Notes et références ».
Le lac de l'Ingagna est un lac de barrage situé sur le cours de l'Ingagna, dans la région du Piémont au nord de l'Italie.

## Étymologie
Le lac peut se traduire par le lac Inca ou le lac du mont-grand.

## Géographie
Situé à 365 m d'altitude. Le barrage barre le Torrent Ingagna dans la municipalité de Mongrando; le réservoir s'étend en amont du barrage également sur les territoires de Graglia et Netro, également dans la province de Biella.   
Le lac est situé à environ un kilomètre à l'ouest de la ville de Mongrando et s'étend le long de la vallée d'Ingagna en direction de Netro. La route de service atteint le barrage du sud à partir du hameau de Prelle (Mongrando), tandis que sur la rive nord, pour la plupart dans la municipalité de Graglia, il y a les villages de Vagliumina et Colla di Netro. Le lac est entouré de bois et couvre une zone où les petites forges traditionnelles qui fabriquaient des outils en métal sont encore actives.

## Le Barrage
Le barrage Ingagna a une hauteur de 50 mètres et a été achevé dans les années quatre-vingt-dix du vingtième siècle. Le réservoir, de 8 millions de mètres cubes de capacité, est géré et remis en en état par les sociétés des Baraggia Biella et Consortium Vercelli pour un service d'irrigation.

## Futur
L'idée d'augmenter la capacité du réservoir, réalisé par le consortium afin de réduire les effets des années de sécheresse sur les cultures agricoles, des affrontements pendant des années avec des préoccupations au sujet de l'impact environnemental et de la sécurité du barrage.

## Utilisation
L'utilisation de l'eau du lac est combinée à une utilisation de l'eau potable; La collection est gérée par le service intégrée de l'eau S.p.A., la société qui gère les services d'eau dans les municipalités de Biella et Vercelli (principalement). L'eau du lac a également été utilisée pour éteindre les incendies par des canadair, en particulier dans la basse vallée d'Aoste. 

## Source de la traduction
- (it) Cet article est partiellement ou en totalité issu de l’article de Wikipédia en italien intitulé « Lago dell'Ingagna » (voir la liste des auteurs).